# Shinji Orito
Shinji Orito (jap. 折戸 伸治 Orito Shinji; ur. 30 lipca 1973 w prefekturze Hyōgo) – japoński kompozytor muzyki do powieści wizualnych, współzałożyciel studiów Leaf i Key. Skomponował muzykę do takich tytułów jak Kanon, Air i Clannad. Inspiracją byli dla niego japońscy kompozytorzy Joe Hisaishi i Yuzo Koshiro.
W marcu 2019 roku podczas zorganizowanej przez Sony Music Entertainment Japan ceremonii rozdania nagród Heisei Anison Taishō, upamiętniających piosenki związane z anime powstałe w okresie Heisei, nagrodę otrzymały dwa utwory skomponowane przez Orito – „Shooting Star” (nagroda za kompozycję – lata 2000–2009) oraz „Tori no uta” (nagroda publiczności – lata 2000–2009).

## Życiorys
Po ukończeniu szkoły średniej Orito podjął pracę w banku, ale z powodu jego restrukturyzacji wkrótce musiał ją zmienić. Znalazł zatrudnienie jako kompozytor w firmie TGL, ale jego znajomy z czasów licealnych Naoya Shimokawa zaproponował mu pracę w założonej przez niego firmie U-Office (później Aquaplus). Począwszy od 1995 roku Orito skomponował tam muzykę do trzech pierwszych gier wydanych pod marką Leaf: DR² Night Janki, Filsnown: Hikari to koku i Shizuku. Po opuszczeniu Leaf pracował dorywczo na poczcie i był niezależnym kompozytorem, tworząc muzykę m.in. do gry Dōsei studia Tactics należącego do firmy Nexton. Później, już jako stały pracownik Nexton, był kompozytorem muzyki do dwóch kolejnych gier Tactics: Moon. i One: Kagayaku kisetsu e.
W 1999 Orito i kilku innych pracowników związanych z Tactics, w tym Jun Maeda, Itaru Hinoue, Naoki Hisaya i OdiakeS, opuścili studio i zaczęli pracować dla firmy wydawniczej Visual Arts, pod której skrzydłami założyli własne studio, Key. Orito komponował utwory muzyczne do wszystkich tytułów tego studia. Tworzona przez niego muzyka wydawana jest przez wydawnictwo muzyczne Key Sounds Label.
W 2012 ukazał się osobisty album muzyczny artysty – circle of fifth.

## Prace
Muzyka do prac wymienionych poniżej została wykonana lub powstała we współpracy z Shinjim Orito.

### Gry komputerowe
- DR² Night Janki (1995)
- Filsnown: Hikari to koku (1995)
- Shizuku (1996)
- Dōsei (1997)
- Moon. (1997)
- One: Kagayaku kisetsu e (1998)
- Kanon (1999)
- Air (2000)
- Sense Off (2000)
- Shoya kenjō (2001)
- Realize (2004)
- Clannad (2004)
- Planetarian: The Reverie of a Little Planet (2004)
- Tomoyo After: It’s a Wonderful Life (2005)
- Little Busters! (2006)
- Rewrite (2011)
- Yumeiro Alouette! (2013)[7]
- Angel Beats! 1st beat (2015)
- Harmonia (2016)
- Summer Pockets (2018)

### Anime
- Onegai Teacher (serial, 2001)
- Onegai Teacher (OVA, 2002)
- Air (serial, 2004)
- Air (film, 2005)
- Air in Summer (odcinek specjalny, 2005)
- Kanon (serial, 2006)
- Clannad (serial, 2007)
- Clannad (film, 2007)
- Clannad: After Story (serial, 2008)
- Ano natsu de matteru (serial, 2012)
- Little Busters! (serial, 2013)
- Little Busters! Refrain (serial, 2013)
- Planetarian (ONA, 2016)
- Planetarian: Hoshi no hito (film, 2016)
- Rewrite (serial, 2016)